# Otilie Podzimková
Otilie Podzimková (13. prosince 1878 – ???) byla československá politička a meziválečná poslankyně Národního shromáždění za Československou socialistickou stranu (pozdější národní socialisté).

## Biografie
Po parlamentních volbách v roce 1920 získala za Československou socialistickou stranu poslanecké křeslo v Národním shromáždění. Mandát získala až dodatečně roku 1923 jako náhradnice poté, co byl zbaven mandátu Bohuslav Vrbenský.
Podle údajů k roku 1923 byla manželkou úředníka v Lounech.